# Crazy Horse (Amerikaanse rockband)
Crazy Horse is een Amerikaanse rockband die het bekendst is geworden als de begeleidingsband van de Canadese singer-songwriter Neil Young. De groep is genoemd naar de legendarische indianenleider van de Lakota: Crazy Horse.

## Geschiedenis
In 1963 wordt een vocaal trio opgericht bestaande uit Billy Talbot, Ralph Molina, Danny Whitten: Danny and The Memories. Later krijgt deze groep de naam Rockets als George Whitsell (gitaar) en Booby Notkoff (viool) zich bij hen voegen. De Rockets nemen een album "The Rockets" op in 1967 en worden (zonder Whitsell) ingelijfd om het album Everybody Knows This is Nowhere samen met Neil Young op te nemen. Op het album staat een nummer getiteld Running Dry met als ondertitel Requiem for the Rockets. Vanaf dan noemt de groep zich Crazy Horse. Notkoff verdwijnt en Jack Nitzsche duikt op, net als Nils Lofgren; het album "Crazy Horse" wordt in 1971 uitgegeven.
Als "Loose" wordt uitgegeven in 1972 bestaat de band uit Molina, Talbot, Whitsell, Greg Leroy (gitaar) en John Blanton (toetsen). Daarna dunt de groep uit totdat alleen Molina en Talbot nog overblijven, vergezeld van Rick en Mike Curtis (album "Crazy Horse at Crooked Lake").
Neil Young speelt opnieuw samen met Crazy Horse op het album Tonight's the Night. Het album is opgedragen aan Danny Whitten en roadie Bruce Berry, beiden overleden aan een overdosis drugs. De plaat bevat het door Whitten gezongen nummer "Come on baby let's go downtown". Crazy Horse bestaat dan uit Talbot, Molina, Lofgren en Ben Keith (steelgitaar en dobro).
Daarna speelt Young nog regelmatig met Crazy Horse; vanaf Zuma bestaat de groep uit Talbot, Molina en Frank "Poncho" Sampedro (gitaar), daarna worden in de loop der jaren diverse studio- en livealbums uitgebracht.

## Nog meer namen
De band bracht samen met Neil Young enkele albums uit onder de naam Neil Young and Crazy Horse. Tijdens de tournee van Young in 1973 noemde de groep zich The Santa Monica Flyers en in het voorjaar van 1996 The Echoes.

## Belangrijkste musici
- Ralph Molina - drums
- Billy Talbot - bas
- Danny Whitten - gitaar (tot 1972) met:
- Frank Sampedro - gitaar (vanaf 1972)
- Jack Nitzsche - piano (van 1969 tot 1971)
- Nils Lofgren - gitaar (in 1970, 1971, 1973)
- Ben Keith - gitaar (in 1973, 1984, 1987)
- Sonny Mone - gitaar, zang (in 1990)
- Matt Piucci - leadgitaar, zang (in 1990)
- Neil Young - gitaar, zang, toetsen

## Discografie

### Albums
| Album met eventuele hitnotering(en) in de Nederlandse Album Top 100 | Datum van verschijnen | Datum van binnenkomst | Hoogste positie | Aantal weken | Opmerkingen                |
| ------------------------------------------------------------------- | --------------------- | --------------------- | --------------- | ------------ | -------------------------- |
| The Rockets                                                         | 1967                  | -                     |                 |              |                            |
| Everybody knows this is nowhere                                     | 1969                  | -                     |                 |              | met Neil Young             |
| Crazy Horse                                                         | 1971                  | -                     |                 |              |                            |
| Loose                                                               | 1972                  | -                     |                 |              |                            |
| Crazy Horse at Crooked Lake                                         | 1973                  | -                     |                 |              |                            |
| Zuma                                                                | 1975                  | 22-11-1975            | 6               | 16           | met Neil Young             |
| American stars 'n bars                                              | 1977                  | 25-06-1977            | 5               | 10           | met Neil Young             |
| Crazy moon                                                          | 1978                  | -                     |                 |              |                            |
| Rust never sleeps                                                   | 1979                  | 07-07-1979            | 19              | 11           | met Neil Young             |
| Live rust                                                           | 1979                  | -                     |                 |              | met Neil Young / Livealbum |
| Re-ac-tor                                                           | 1981                  | -                     |                 |              | met Neil Young             |
| Life                                                                | 1987                  | 27-06-1987            | 24              | 11           | met Neil Young             |
| Left for dead                                                       | 1989                  | -                     |                 |              |                            |
| Ragged glory                                                        | 1990                  | 22-09-1990            | 16              | 8            | met Neil Young             |
| Weld                                                                | 1991                  | 02-11-1991            | 33              | 6            | met Neil Young / Livealbum |
| Arc                                                                 | 1991                  | -                     |                 |              | met Neil Young / Live ep   |
| Sleeps with angels                                                  | 1994                  | 27-08-1994            | 9               | 11           | met Neil Young             |
| Broken arrow                                                        | 1996                  | 06-07-1996            | 25              | 11           | met Neil Young             |
| Year of the horse                                                   | 1997                  | 28-06-1997            | 40              | 6            | met Neil Young / Livealbum |
| Greendale                                                           | 2003                  | 23-08-2003            | 20              | 7            | met Neil Young             |
| Gone Dead Train: The Best of Crazy Horse 1971–1989                  | 2005                  | -                     |                 |              |                            |
| Scratchy: The Complete Reprise Recordings                           | 2005                  | -                     |                 |              |                            |
| Live at the Fillmore East                                           | 2006                  | 25-11-2006            | 64              | 1            | met Neil Young / Livealbum |
| Americana                                                           | 01-06-2012            | 09-06-2012            | 15              | 7            | met Neil Young             |
| Psychedelic pill                                                    | 26-10-2012            | 03-11-2012            | 11              | 16           | met Neil Young             |

| Album met hitnotering(en) in de Vlaamse Ultratop 200 albums | Datum van verschijnen | Datum van binnenkomst | Hoogste positie | Aantal weken | Opmerkingen                |
| ----------------------------------------------------------- | --------------------- | --------------------- | --------------- | ------------ | -------------------------- |
| Broken arrow                                                | 1996                  | 06-07-1996            | 13              | 8            | met Neil Young             |
| Year of the horse                                           | 1997                  | 28-06-1997            | 11              | 5            | met Neil Young / Livealbum |
| Greendale                                                   | 2003                  | 23-08-2003            | 2               | 6            | met Neil Young             |
| Live at The Fillmore East 1970                              | 2006                  | 02-12-2006            | 71              | 3            | met Neil Young / Livealbum |
| Americana                                                   | 2012                  | 09-06-2012            | 7               | 24           | met Neil Young             |
| Psychedelic pill                                            | 2012                  | 03-11-2012            | 6               | 24           | met Neil Young             |

### Singles
| Single met eventuele hitnotering(en) in de Nederlandse Top 40 | Datum van verschijnen | Datum van binnenkomst | Hoogste positie | Aantal weken | Opmerkingen    |
| ------------------------------------------------------------- | --------------------- | --------------------- | --------------- | ------------ | -------------- |
| Old man                                                       | 1972                  | 29-04-1972            | tip15           | -            | met Neil Young |

### Dvd's
| Dvd's met hitnoteringen in de Nederlandse Music Top 30 | Datum van verschijnen | Datum van binnenkomst | Hoogste positie | Aantal weken | Opmerkingen    |
| ------------------------------------------------------ | --------------------- | --------------------- | --------------- | ------------ | -------------- |
| Americana                                              | 2012                  | 28-07-2012            | 18              | 1            | met Neil Young |
| Rust never sleeps                                      | 2016                  | 23-07-2016            | 18              | 4            | met Neil Young |

- Bibsys: 13012889
- Bibliothèque nationale de France: cb13925919n (data)
- Gemeinsame Normdatei: 5525023-3
- Library of Congress Control Number: n91121880
- MusicBrainz: 71f754c0-f2d1-4a54-8d70-cc0ee409ca00
- Nationale Bibliotheek van Tsjechië: xx0029314
- Nationale bibliotheek van Australië: 41273898
- Nationale Bibliotheek van Israël: 987007402463905171
- Nationale en Universitaire bibliotheek Zagreb: 000691281
- Système universitaire de documentation: 26008395X
- Virtual International Authority File: 176517539